# Tiefenrausch (Band)
Tiefenrausch ist eine Ska-Punk-Band, die sich 1997 in Berlin gründete und hauptsächlich eigene deutschsprachige Stücke spielte.

## Bandgeschichte
In ihren Anfangsjahren spielten Tiefenrausch eine Mischung aus Ska und Rock, zu der sehr bald Punk als weiterer Musikstil hinzu kam. Die Band gab zu dieser Zeit hauptsächlich Konzerte in kleinen Berliner Clubs und veröffentlichte 1998 und 1999 erste Studio- und Live-Aufnahmen in geringer Stückzahl. Das Stück Königin Winter, welches die Band 2006 in einer überarbeiteten Version neu aufgenommen hat, stammt aus dieser Zeit und zählte damals zu den beliebtesten Stücken von Tiefenrausch.
Im Jahr 2001 begannen erste größere Konzerte, z. B. im durch Punk-Rock geprägten Razzle Dazzle, den Bekanntheitsgrad der Band deutlich zu steigern. Diese Zeit wurde im gleichnamigen Stück Razzle Dazzle festgehalten. Ebenfalls in diesem Jahr gaben Tiefenrausch ihr erstes Konzert zum 1. Mai, kurz darauf spielten sie erstmals im Rio-Reiser-Haus in Fresenhagen. 2002 folgten viele Open-Air-Konzerte im Nordosten Deutschlands, die die Band auch außerhalb Berlins bekannt machten.
2003 veröffentlichten Tiefenrausch das erste Studioalbum, roboterrevolution, benannt nach dem gleichnamigen gesellschaftskritischen Stück, welches vom Aufstand der ständig arbeitenden Roboter erzählt, die von den Menschen ausgebeutet werden und nun aufbegehren. Zusammen mit dem ebenfalls auf diesem Album enthaltenen Stück Ska-Vampir wurden diese beiden Titel zu Hymnen von Tiefenrausch. Roboter und Ska-Vampire waren von nun an Symbole von Tiefenrausch und fanden immer wieder auf Plakaten, T-Shirts, Buttons, Konzerten und der Homepage Verwendung. Das Album roboterrevolution ist stark durch das solierende Saxophon Max Heidelbergers geprägt und ist noch deutlich rauer als die späteren Alben.
Der Durchbruch in Berlin gelang Tiefenrausch 2004. Nach dem ersten Auftritt im Kreuzberger SO36 als Vorband der Busters gelang es Tiefenrausch einen Monat später sogar, bei ihrem eigenen Konzert den Kult-Club auszuverkaufen. Im Oktober mieteten sie für die Record-Release-Party des zweiten Studio-Albums Heut’ ist alles so perfekt die Columbiahalle und spielten dort vor 2500 Zuschauern. Auf diesem Album sind Tiefenrausch zum ersten Mal mit vollem Bläsersatz zu hören, bestehend aus Tenor-Saxophon, Alt-Saxophon, Trompete und Posaune. Das Album erschien auf dem von Sänger Ludwig Westarp im selben Jahr gegründeten Label SKARO-Records und wird von Buschfunk deutschlandweit vertrieben.
2005 spielten Tiefenrausch auf der Geburtstagsparty von Lanrue mit Ton Steine Scherben, die Tiefenrausch als eines ihrer Vorbilder nennen. Deren Song Der Traum ist aus ist das einzige Cover-Stück von Tiefenrausch, veröffentlicht 2004 als Bonus-Track auf Heut’ ist alles so perfekt. Im selben Jahr erschien mit Live im tRÄNENpALAST das erste Live-Album der Band, dessen Qualität jedoch gegenüber den Studioalben deutlich abfällt. Ein Jahr später veröffentlichten Tiefenrausch ihr drittes Studioalbum Enfant Terrible, welches musikalisch vielfältiger als die früheren Alben ist und unter anderem auch eine ruhige, als Ballade gespielte Version des Stücks Heute Nacht enthält.
Im September 2007 feierte die Band ihr zehnjähriges Bestehen mit einem kostenlosen Konzert im SO36, zu der auch frühere Musiker angereist waren und für einige Stücke die Besetzung der roboterrevolution wieder gemeinsam auf der Bühne stand. Anlässlich dieses Geburtstags erschien eine Kollektion mit verschiedenen Fan-Artikeln wie Schuhen, Pullovern, Jacken und Taschen.
Heute ist Tiefenrausch eine der bekanntesten deutschsprachigen Ska-Bands und insbesondere in der Berliner Ska-Szene von Bedeutung. Dennoch ist die Band vor allem unter Anhängern der traditionellen Ska-Musik wegen ihrer deutschsprachigen Texte und verzerrten Gitarren umstritten. Viele Fans der Band schätzen jedoch gerade die schnellen Rhythmen, Texte und den Punk-Gestus der Band, mit denen sich Tiefenrausch von anderen Ska-Bands in Deutschland abhebt.
Am 1. August 2008 gab die Band auf ihrer Homepage das Ende der 11-jährigen Bandgeschichte bekannt. Der Abschied wurde am 12. Dezember 2008 mit einem Konzert im SO36 gefeiert, wo die Band insgesamt elf Mal spielte – so oft wie in keinem anderen Club.
Gut sieben Jahre nach ihrem Abschiedskonzert im SO36 spielt die Band am 27. Mai 2016 dort auch ihr Reunion-Konzert.

## Diskografie

### Alben
- 2003: roboterrevolution (ursprünglich Eigenvertrieb, später Buschfunk)
- 2004: Heut’ ist alles so perfekt (SKARO-Records/Buschfunk)
- 2005: Live im tRÄNENpALAST (SKARO-Records/Buschfunk)
- 2006: Enfant Terrible (SKARO-Records/Buschfunk)

### Sampler
- 2004: Hauptstadt-SKA Vol. I (SKARO-Records/Buschfunk)
- 2007: Hauptstadt-SKA Vol. II (SKARO-Records/Buschfunk)

sowie einige weitere, nicht mehr erhältliche Sampler